# Rally Sol-RACE de 1983
El Rally Sol-RACE de 1983, oficialmente 31.º Rally Sol-RACE, fue la trigésimo primera edición, la novena ronda de la temporada 1983 del Campeonato de Europa y la segunda de la temporada 1983 del Campeonato de España de Rally. Se celebró del 11 al 13 de marzo y contó con un itinerario de cuarenta y dos tramos que sumaban un total de 444 km cronometrados.

## Clasificación final
| Pos. | Piloto           | Copiloto           | Automóvil            | Tiempo  | Diferencia |
| ---- | ---------------- | ------------------ | -------------------- | ------- | ---------- |
| 1.   | Miki Biasion     | Tiziano Siviero    | Lancia 037 Rally     | 4:40:20 | 0.0        |
| 2.   | Genito Ortiz     | Ramón Mínguez      | Renault 5 Turbo      | 4:42:55 | +2:35      |
| 3.   | Beny Fernández   | José Luis Sala     | Porsche 911 SC       | 4:49:14 | +8:54      |
| 4.   | Joan Bayó        | Juan Manuel Molina | Talbot Sunbeam Lotus | 5:06:21 | +26:01     |
| 5.   | «El Gallo»       | «Ñota»             | Renault 5 Turbo      | 5:11:30 | +31:10     |
| 6.   | «Daniel»         | «Lescona»          | Citroën Visa Trophée | 5:24:26 | +44:06     |
| 7.   | Vicente Cabanes  | Jordá              | SEAT 124-2000        | 5:24:51 | +44:31     |
| 8.   | Wener Schweizer  | Thomas Dartsch     | Opel Ascona 2000     | 5:30:39 | +50:19     |
| 9.   | J. Ortí          | P. Criado          | SEAT 124-2000        | 5:38:59 | +58:39     |
| 10.  | Francisco Signes | Alemany            | SEAT 124-2000        | 5:43:48 | +1:03:28   |